# José Manglano Selva
José Manglano Selva (1909-1961) fue un militar y político español, alcalde de Valencia durante la dictadura franquista.

## Biografía
Nacido el 31 de enero de 1909 en Valencia.
Militar del cuerpo de artillería, ingresó en 1935 en Falange Española de las JONS. El golpe de Estado de 1936 le sorprendió en territorio que quedó bajo dominio republicano, del que consiguió huir a la zona franquista en 1937, ascendiendo posteriormente al grado de comandante en el transcurso del conflicto. Fue miembro de las milicias de FET y de las JONS y de las del SEU.
Sustituyó al conde de Trénor en septiembre de 1947 como alcalde de Valencia. En 1949 se enfrentó a la problemática creada por un conato de riada y la consecuente huida de 2000 chabolistas del río. Cesó en el cargo el 14 de junio de 1951, alegando motivos de salud.
En calidad de alcalde de Valencia detentó el cargo de procurador en las Cortes franquistas entre 1947 y 1951.
Murió el 20 de abril de 1961 en su ciudad natal.